# Дом братьев Рутченко
Дом Рутченко — помещичья усадьба Владимира и Софьи Рутченко, одно из старейших зданий Донецка по адресу: ул. Ивана Ткаченко, 189. В 1896 году, по статистической информации, в ней проживало 18 человек: 7 мужчин и 11 женщин. Утверждают, что в нём жил основатель Донецкого машиностроительного завода имени Ленинского комсомола Эдуард Теодор Боссе.
На сегодняшний день в здании располагается администрация футбольного клуба «Олимпик».